# Acámbaro
Acámbaro é um município do estado de Guanajuato, no México.